# NGC 3063
NGC 3063 je dvojna zvijezda u zviježđu Velikom medvjedu.

## Vanjske poveznice
- SEDS: NGC 3063